# Интраня
Интра̀ня (на италиански и на местен диалект: Intragna) е село и община в Северна Италия, провинция Вербано-Кузио-Осола, регион Пиемонт. Разположено е на 729 m надморска височина. Населението на общината е 114 души (към 2010 г.).